# Saison 1976-1977 de la Juventus FC
Maillots
Chronologie
Saison précédente Saison suivante
La saison 1976-1977 de la Juventus Football Club est la soixante-quatorzième de l'histoire du club, créé quatre-vingt ans plus tôt en 1897.
L'équipe du Piémont prend part ici au cours de cette saison à la 75e édition du championnat d'Italie (46e de Serie A), à la 29e édition de la Coupe d'Italie (en italien Coppa Italia), ainsi qu'à la 6e édition de la Coupe UEFA.

## Historique
Ayant laissé filer le scudetto de deux points à son rival du Torino, la Juventus entend bien cette fois récupérer son titre et part cette fois avec de nouvelles ambitions.
Et c'est tout d'abord l'entraîneur au club depuis deux saisons Carlo Parola (en proie à quelques problèmes en interne du club et n'ayant pas su calmer les rivalités de vestiaires entre joueurs) qui en paie les frais, en étant remplacé par l'ex jeune entraîneur du Milan (peu expérimenté mais fortement désiré par le président du club Giampiero Boniperti), Giovanni Trapattoni (qui s'avèrera par la suite être le plus grand entraîneur de l'histoire de la Juve), qui conserve comme assistant Romolo Bizzotto (tout comme ses prédécesseurs Parola et Vycpálek).
L'accent est également mis cette saison sur un renouveau de l'effectif (sous toutefois un désir d'acheter un grand joueur), tout en gardant le noyau en place, et le jeune gardien de but Stefano Bobbo est sorti du centre de formation, tandis que de nombreuses recrues arrivent en renfort en défense, les formés au club Ferdinando Bogani, Lorenzo Cascella, Renato Gola et Plinio Serena, ainsi qu'Antonio Cabrini acheté à l'Atalanta (et future légende du club). De jeunes recrues du centre de formation sont également ajoutées au milieu de terrain, comme Sandro Beccaris, Massimo Berti, Francesco Della Monica, Gian Piero Gasperini, Alberto Marchetti, Stefano Noferi et Salvatore Saporito, tandis que débarque aussi dans l'entre-jeu Romeo Benetti (qui fait son retour au club, échangé contre Fabio Capello au Milan). L'attaque, elle, dispose également pour cette saison de joueurs formés à la Juventus avec Luigi Capuzzo et Walter Lanni, ajoutés à l'arrivée de l'Inter de l'expérimenté Roberto Boninsegna (échangé contre Pietro Anastasi); le capitaine du club au cours des deux saisons précédentes, Anastasi, est remplacé par le charismatique Giuseppe Furino qui porte désormais le brassard.
C'est également aux alentours de cette période qu'apparaissent pour la première fois à Turin les premiers véritables groupes structurés de supporters du club (les deux premiers groupes qui furent fondés étant les Venceremos (nous vaincrons) et Autonomia Bianconera (autonomie blanche et noirs), tous deux politiquement affiliés à gauche). Mais ce fut durant cette année 1976 qu'apparurent les premiers groupes d'ultras, à savoir les Fossa dei Campioni (fosse des champions) ainsi que les Panthères.
C'est donc cette Vieille Dame toute neuve qui débute à la fin du mois d'août sa nouvelle saison avec la Coppa Italia, où « Trap » décida durant la compétition de lancer ses jeunes du centre de formation.
La première partie pour la Juve a lieu le dimanche 29 août 1976 sur le terrain de Monza (score final de un but partout avec un but juventino de Boninsegna), qui se rattrape lors de ses deux matchs suivants avec deux succès d'affilée (2-0 et 4-0). À égalité de points avec leur dernier adversaire, le Genoa, les bianconeri ne parviennent pas à l'emporter dans ce match au score vierge, mais passent tout de même le groupe devant les génois à la différence de buts.
Au second tour, plus corsé et joué neuf mois plus tard, la Juventus perd son premier match un but à zéro contre l'Inter le 12 juin, et, à la suite d'un nul et d'une nouvelle défaite, ne parvient à remporter son premier succès qu'au bout de la 4e journée en allant s'imposer par 4 à 2 sur le terrain du Lanerossi Vicence (buts de Gori et Francisca et doublé de Boninsegna pour la Juve). Cinq jours plus tard, la Juventus enregistre un nouveau nul contre Lecce (1-1), puis gagne enfin son dernier match contre Vicence le 29 juin, sur le score de 2-1 (buts de Della Monica et Cascella). La Madama termine finalement seconde à 3 points de son rival milanais de l'Inter, ne parvenant pas à se qualifier pour la finale.

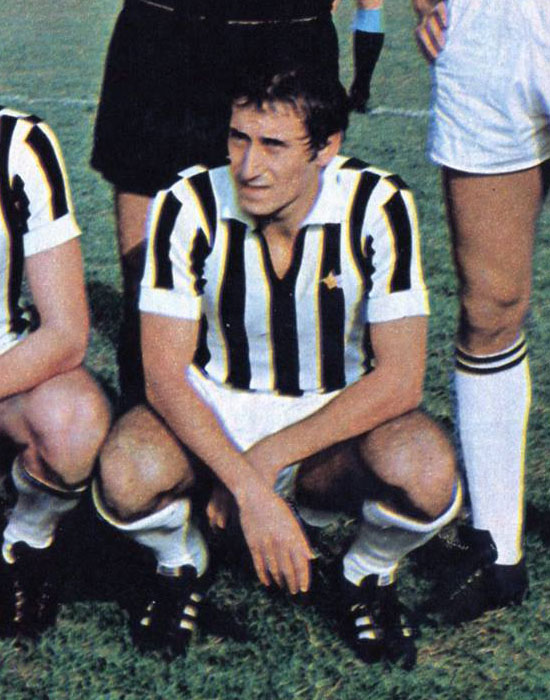
Le nouvelle capitaine bianconero, le charismatique Giuseppe Furino.

Comme il y a deux ans, les bianconeri retrouve l'Europe, mais cette fois avec la Coupe de l'UEFA, qu'ils sont bien décidés à jouer à fond.
Le mercredi 15 septembre, la Juventus, pour son premier match européen de l'année, se rend à Maine Road en Angleterre pour y affronter les mancuniens de Manchester City, mais perd le match sur le plus petit des scores, avant de se venger deux semaines plus tard au match retour sur le score de 2-0 au Stadio Comunale (grâce aux buts de Scirea et Boninsegna). Au tour suivant, les piémontais se rendent à nouveau à Manchester, mais cette fois ci pour se défaire de l'autre grand club de la ville, Manchester United. Et comme contre les Citizens, la Juve est défaite sur le même score à Old Trafford, mais reste imprenable chez elle, éliminant les Red Devils à domicile sur le score sans appel de 3 buts à 0 (doublé de Boninsegna et but de Benetti). Après ces deux gros morceaux anglais, c'est cette fois la Vecchia Signora qui reçoit d'abord chez elle pour la première rencontre les soviétiques du Chakhtar Donetsk, et s'impose facilement à Turin sur le score sans appel de 3 à 0, grâce aux buts de Bettega, Tardelli et Boninsegna, suffisant pour s'économiser au retour en URSS (défaite finale 1-0). En quarts-de-finale a lieu une confrontation contre les est-allemands du 1. FC Magdebourg que la Juve bat d'abord en RDA sur le score de 3 buts à 1 (Cuccureddu, Benetti et Boninsegna comme buteurs juventini), avant d'ensuite gérer tranquillement au match retour en s'imposant 1-0 à Turin (avec Cuccureddu comme unique buteur). Le 6 avril, c'est au tour des grecs de l'AEK Athènes de subir la loi juventina pour ce dernier carré (victoire 4-1 à l'aller avec des buts de Cuccureddu, Bettega sur doublé et Causio). Pour le match retour, l'équipe du Piémont s'impose finalement en Grèce grâce à un but de Bettega, envoyant la Vieille Dame déjà qualifiée pour la finale de la compétition (devenant le premier club italien à atteindre une finale de C3).
En finale (se jouant sur un système de match aller-retour), le club turinois, aux portes du titre, doit se défaire des espagnols de l'Athletic Bilbao. Le match aller a lieu en Italie le 4 mai 1977 devant 75 000 spectateurs, et voit Tardelli donner grâce à son but (l'unique de la rencontre) l'avantage à la Juventus FC sur le club du Pays basque. Le retour qui s'annonce explosif, a donc lieu un peu moins de deux semaines plus tard au San Mamés de Bilbao, et c'est cette fois l'effectif 100 % basque qui l'emporte sur les bianconeri par 2-1, mais le but de Bettega inscrit à l'extérieur permet à la Juve de remporter la finale et donc le titre de champion de cette coupe UEFA (devenant le premier club italien de l'histoire à remporter la C3).

« Dans la capitale de la Biscaye, la Juventus représentait l'Italie, aussi en tribune de presse nous nous sentions tous bianconeri. »

— Elio Domeniconi, Guerin Sportivo, mai 1977.
Après une première finale européenne quatre ans auparavant (en C1) et cette difficile double finale, la formation piémontaise gagne ici le premier titre international de son histoire,.
Le club devient alors le premier (et le reste jusqu'à l'édition 1981-82 et la victoire des suédois de l'IFK Göteborg) à remporter une C3 en étant composé exclusivement de joueurs locaux, et devient également par la même occasion le premier club italien (et le seul encore aujourd'hui) à remporter une coupe d'Europe en étant composé uniquement de joueurs italiens, (furent utilisés en finale Zoff, Cuccureddu, Gentile; Furino, F. Morini, Scirea; Causio, Tardelli, Boninsegna, Spinosi, Benetti et Bettega).
Ayant raté de peu le titre de champion national la saison précédente, les juventini ont cette fois bien l'intention de rapporter le trophée dans le Piémont, avec la Serie A qui débute à l'automne (et dont la plupart des observateurs prédisent un doublé du Torino, archi favori, étant moins persuadés d'un succès bianconero amputé de Capello et d'Anastasi).
Les deux frères ennemis turinois commencent donc leur duel à distance le dimanche 3 octobre, la Juve s'imposant à l'extérieur 3-2 sur la Lazio (à la suite d'un doublé de Bettega et un but de Boninsegna). Après déjà deux journées, le Toro et les zèbres se retrouvent seuls en tête, ces derniers entamant le championnat avec une série de sept succès consécutifs (la série s'arrêtant le 12 décembre avec un nul à domicile sans buts contre la Fiorentina).
Pour la 4e année de suite, la Juve est représentée par au moins un joueur dans le classement final du ballon d'or, ayant cette année lieu le 28 décembre. Durant cette édition 1976, trois juventini figurent au classement, avec le milieu de terrain Franco Causio qui termine 12e avec 7 points, l'attaquant Roberto Bettega qui termine 15e avec 4 points et enfin le gardien de but Dino Zoff qui termine 26e au classement avec un seul vote.
Une semaine plus tard lors de la 11e journée, la Juventus gagne par 1 à 0 le club de Pérouse pour la première rencontre de la nouvelle année 1977 (avec un but contre son camp de Berni). Deux journées plus tard, elle remporte 2 buts à 0 son derby d'Italia contre l'Inter (grâce au doublé de l'ancien interiste Boninsegna), puis subit sa première défaite de l'année la semaine suivante (3-1 contre la Roma malgré un but bianconero de Bettega). Le Torino et la Juve, toujours au coude à coude devant, terminent cette phase aller avec un nombre identique de points. Cette lutte mémorable tourne pourtant à l'avantage de la Goeba à partir du 27 février et sa victoire un but à rien sur Foggia grâce à Bettega (profitant de la défaite des Granata sur le terrain de la Roma), début d'une série de trois succès de suite. Le 3 avril, le tête-à-tête tant attendu entre les deux protagonistes a enfin lieu, et se solde sur un match nul 1-1 (avec un but de Causio pour la Juve), avant le début du sprint final. Il s'ensuit après deux succès et deux matchs nuls avant une nouvelle victoire sur l'Inter à San Siro (réalisations de Gori et de Tardelli), puis frappe un grand coup en terminant la saison avec deux victoires, dont la dernière le 22 mai et un succès 2-0 sur la Sampdoria (à la suite des buts de Bettega et Boninsegna), donnant le titre de champion d'Italie au club, quatre jours seulement après son sacre européen en Coupe UEFA.
Dans une des saisons les plus combattues et spectaculaires de l'histoire du calcio, la Juventus termine première (fruit de 23 victoires, 5 nuls et seulement 2 défaites) avec ses 51 points (record pour la Serie A à 16 clubs) contre 50 pour le Torino (avec un fort écart sur le troisième, la Fiorentina et ses 35 points), et s'adjuge alors son 17e scudetto (qualifié d'enthousiasmant et d'inoubliable).
L'attaquant phare de l'équipe, Roberto Bettega, termine meilleur buteur du club avec à la fin de la ses 23 buts toutes compétitions confondues.
Durant la saison, l'entraîneur des bianconeri Giovanni Trapattoni remporte le trophée de Seminatore d'oro, récompensant le meilleur entraîneur de l'année en Italie (devenant le second second entraîneur de la Juve à remporter le trophée après Čestmír Vycpálek et 1972).
Ces titres furent enfin l'affirmation internationale de la Juventus (et plus généralement du football italien) avec un noyau composé de joueurs du pays. « Il Trap » a réussi son pari, remportant là deux titres dès sa première saison au club.

## Déroulement de la saison

### Résultats en championnat
- Phase aller

| dimanche 3 octobre 1976 1re journée | Lazio                         | 2 - 3 | Juventus                         | Stadio Olimpico, Rome 15h00 Arbitre : Bergamo |
| dimanche 3 octobre 1976 1re journée | Re Cecconi 55e · Giordano 89e |       | 12e 70e Bettega · 54e Boninsegna | Stadio Olimpico, Rome 15h00 Arbitre : Bergamo |

| dimanche 10 octobre 1976 2e journée | Juventus       | 1 - 0 | Genoa | Stadio Comunale, Turin 15h00 Arbitre : Lattanzi |
| dimanche 10 octobre 1976 2e journée | Boninsegna 25e |       |       | Stadio Comunale, Turin 15h00 Arbitre : Lattanzi |

| dimanche 24 octobre 1976 3e journée | Foggia | 0 - 1       | Juventus | Stadio Pino Zaccheria, Foggia 14h30 Arbitre : Michelotti |
| dimanche 24 octobre 1976 3e journée |        | 74e Bettega |          | Stadio Pino Zaccheria, Foggia 14h30 Arbitre : Michelotti |

| dimanche 31 octobre 1976 4e journée | Juventus                                  | 3 - 0 | Catanzaro | Stadio Comunale, Turin 14h30 Arbitre : Barbaresco |
| dimanche 31 octobre 1976 4e journée | Gentile 9e · Bettega 53e · Cuccureddu 82e |       |           | Stadio Comunale, Turin 14h30 Arbitre : Barbaresco |

| dimanche 7 novembre 1976 5e journée | Milan                            | 2 - 3 | Juventus                      | Stadio San Siro, Milan 14h30 Arbitre : Menegali |
| dimanche 7 novembre 1976 5e journée | Calloni 13e · Tardelli 17e (csc) |       | 21e 80e Bettega · 54e Benetti | Stadio San Siro, Milan 14h30 Arbitre : Menegali |

| dimanche 21 novembre 1976 6e journée | Juventus                 | 2 - 1 | Hellas Vérone | Stadio Comunale, Turin 14h30 Arbitre : Serafino |
| dimanche 21 novembre 1976 6e journée | Bettega 69e · Causio 86e |       | 90e Luppi     | Stadio Comunale, Turin 14h30 Arbitre : Serafino |

| dimanche 28 novembre 1976 7e journée | Cesena | 0 - 1          | Juventus | Stadio Dino Manuzzi, Cesena 14h30 Arbitre : Lattanzi |
| dimanche 28 novembre 1976 7e journée |        | 80e Boninsegna |          | Stadio Dino Manuzzi, Cesena 14h30 Arbitre : Lattanzi |

| dimanche 5 décembre 1976 8e journée | Juventus | 0 - 2                     | Torino | Stadio Comunale, Turin 14h30 66 340 spectateurs Arbitre : Agnolin |
| dimanche 5 décembre 1976 8e journée |          | 19e Graziani · 79e Pulici |        | Stadio Comunale, Turin 14h30 66 340 spectateurs Arbitre : Agnolin |

| dimanche 12 décembre 1976 9e journée | Juventus | 0 - 0 | Fiorentina | Stadio Comunale, Turin 14h30 Arbitre : Casarin |
| dimanche 12 décembre 1976 9e journée |          |       |            | Stadio Comunale, Turin 14h30 Arbitre : Casarin |

| dimanche 19 décembre 1976 10e journée | Bologne | 0 - 1     | Juventus | Stadio Comunale, Bologne 14h30 Arbitre : Bergamo |
| dimanche 19 décembre 1976 10e journée |         | 3e Causio |          | Stadio Comunale, Bologne 14h30 Arbitre : Bergamo |

| dimanche 2 janvier 1977 11e journée | Juventus        | 1 - 0 | Pérouse | Stadio Comunale, Turin 15h00 Arbitre : Lazzaroni |
| dimanche 2 janvier 1977 11e journée | Berni 51e (csc) |       |         | Stadio Comunale, Turin 15h00 Arbitre : Lazzaroni |

| dimanche 9 janvier 1977 12e journée | Naples | 0 - 2 | Juventus | Stadio San Paolo, Naples 15h00 Arbitre : Menicucci |
| dimanche 9 janvier 1977 12e journée |        |       |          | Stadio San Paolo, Naples 15h00 Arbitre : Menicucci |

| dimanche 16 janvier 1977 13e journée | Juventus           | 2 - 0 | Inter | Stadio Comunale, Turin 15h00 Arbitre : Michelotti |
| dimanche 16 janvier 1977 13e journée | Boninsegna 21e 62e |       |       | Stadio Comunale, Turin 15h00 Arbitre : Michelotti |

| dimanche 30 janvier 1977 14e journée | Roma                                             | 3 - 1 | Juventus    | Stadio Olimpico, Rome 15h00 Arbitre : Casarin |
| dimanche 30 janvier 1977 14e journée | Di Bartolomei 13e · Conti 32e · Morini 68e (csc) |       | 88e Bettega | Stadio Olimpico, Rome 15h00 Arbitre : Casarin |

| dimanche 6 février 1977 15e journée | Juventus                       | 3 - 0 | Sampdoria | Stadio Comunale, Turin 15h00 Arbitre : Prati |
| dimanche 6 février 1977 15e journée | Tardelli 34e 41e · Bettega 76e |       |           | Stadio Comunale, Turin 15h00 Arbitre : Prati |

- Phase retour

| dimanche 13 février 1977 16e journée | Juventus                             | 2 - 0 | Lazio | Stadio Comunale, Turin 15h00 Arbitre : Ciacci |
| dimanche 13 février 1977 16e journée | Tardelli 40e · Boninsegna 78e (pen.) |       |       | Stadio Comunale, Turin 15h00 Arbitre : Ciacci |

| dimanche 20 février 1977 17e journée | Genoa                    | 2 - 2 | Juventus                     | Stade Luigi-Ferraris, Gênes 15h00 Arbitre : Menegali |
| dimanche 20 février 1977 17e journée | Ghetti 61e · Damiani 64e |       | 19e Boninsegna · 74e Bettega | Stade Luigi-Ferraris, Gênes 15h00 Arbitre : Menegali |

| dimanche 27 février 1977 18e journée | Juventus    | 1 - 0 | Foggia | Stadio Comunale, Turin 15h00 Arbitre : Serafino |
| dimanche 27 février 1977 18e journée | Bettega 12e |       |        | Stadio Comunale, Turin 15h00 Arbitre : Serafino |

| dimanche 6 mars 1977 19e journée | Catanzaro | 0 - 2                         | Juventus | Stadio Comunale, Catanzaro 15h00 Arbitre : Agnolin |
| dimanche 6 mars 1977 19e journée |           | 69e Scirea · 81e (csc) Silipo |          | Stadio Comunale, Catanzaro 15h00 Arbitre : Agnolin |

| dimanche 13 mars 1977 20e journée | Juventus               | 2 - 1 | Milan                | Stadio Comunale, Turin 15h00 Arbitre : Barbaresco |
| dimanche 13 mars 1977 20e journée | Scirea 3e · Causio 40e |       | 38e (csc) Boninsegna | Stadio Comunale, Turin 15h00 Arbitre : Barbaresco |

| dimanche 20 mars 1977 21e journée | Hellas Vérone | 0 - 0 | Juventus | Stadio Marcantonio Bentegodi, Vérone 15h00 Arbitre : Michelotti |
| dimanche 20 mars 1977 21e journée |               |       |          | Stadio Marcantonio Bentegodi, Vérone 15h00 Arbitre : Michelotti |

| dimanche 27 mars 1977 22e journée | Juventus                      | 3 - 2 | Cesena                        | Stadio Comunale, Turin 15h00 Arbitre : Serafino |
| dimanche 27 mars 1977 22e journée | Benetti 14e 75e · Bettega 68e |       | 48e (csc) Morini · 88e Palese | Stadio Comunale, Turin 15h00 Arbitre : Serafino |

| dimanche 3 avril 1977 23e journée | Torino    | 1 - 1 | Juventus  | Stadio Comunale, Turin 15h00 66 012 spectateurs Arbitre : Casarin |
| dimanche 3 avril 1977 23e journée | Pulici 8e |       | 6e Causio | Stadio Comunale, Turin 15h00 66 012 spectateurs Arbitre : Casarin |

| dimanche 10 avril 1977 24e journée | Fiorentina         | 1 - 3 | Juventus                                | Stadio Comunale, Florence 15h00 Arbitre : Lattanzi |
| dimanche 10 avril 1977 24e journée | Casarsa 86e (pen.) |       | 48e Cabrini · 50e Benetti · 69e Bettega | Stadio Comunale, Florence 15h00 Arbitre : Lattanzi |

| samedi 16 avril 1977 25e journée | Juventus                            | 2 - 1 | Bologne     | Stadio Comunale, Turin 15h00 Arbitre : Ciacci |
| samedi 16 avril 1977 25e journée | Boninsegna 10e (pen.) · Bettega 69e |       | 31e Clerici | Stadio Comunale, Turin 15h00 Arbitre : Ciacci |

| dimanche 24 avril 1977 26e journée | Pérouse     | 1 - 1 | Juventus   | Stadio Pian di Massiano, Pérouse 15h00 Arbitre : Bergamo |
| dimanche 24 avril 1977 26e journée | Vannini 31e |       | 19e Causio | Stadio Pian di Massiano, Pérouse 15h00 Arbitre : Bergamo |

| samedi 30 avril 1977 27e journée | Juventus                 | 2 - 1 | Naples    | Stadio Comunale, Turin 16h00 Arbitre : Menegali |
| samedi 30 avril 1977 27e journée | Bettega 15e · Furino 86e |       | 79e Massa | Stadio Comunale, Turin 16h00 Arbitre : Menegali |

| dimanche 8 mai 1977 28e journée | Inter | 0 - 2                   | Juventus | Stadio San Siro, Milan 16h00 Arbitre : Agnolin |
| dimanche 8 mai 1977 28e journée |       | 37e Gori · 63e Tardelli |          | Stadio San Siro, Milan 16h00 Arbitre : Agnolin |

| samedi 14 mai 1977 29e journée | Juventus    | 1 - 0 | Roma | Stadio Comunale, Turin 16h00 Arbitre : Reggiani |
| samedi 14 mai 1977 29e journée | Bettega 11e |       |      | Stadio Comunale, Turin 16h00 Arbitre : Reggiani |

| dimanche 22 mai 1977 30e journée | Sampdoria | 0 - 2                        | Juventus | Stade Luigi-Ferraris, Gênes 16h00 Arbitre : Lattanzi |
| dimanche 22 mai 1977 30e journée |           | 61e Bettega · 84e Boninsegna |          | Stade Luigi-Ferraris, Gênes 16h00 Arbitre : Lattanzi |

#### Classement
|  |    | Classement final 1976-1977 | Pts | MJ | V  | N  | D | BP | BC | Dif |
|  | -- | -------------------------- | --- | -- | -- | -- | - | -- | -- | --- |
|  | 1. | Juventus                   | 51  | 30 | 23 | 5  | 2 | 50 | 20 | +30 |
|  | 2. | Torino                     | 50  | 30 | 21 | 8  | 1 | 51 | 14 | +37 |
|  | 3. | Fiorentina                 | 35  | 30 | 12 | 11 | 7 | 38 | 31 | +7  |

| 17e titre La Juventus championne d'Italie de Serie A de 1976-1977 |

### Résultats en coupe
- Phases de poule

| dimanche 29 août 1976 1re journée | Monza      | 1 - 1 | Juventus       | Stadio Gino Alfonso Sada, Monza 20h30 Arbitre : Lattanzi |
| dimanche 29 août 1976 1re journée | Braida 60e |       | 28e Boninsegna | Stadio Gino Alfonso Sada, Monza 20h30 Arbitre : Lattanzi |

| mercredi 1er septembre 1976 2e journée | Juventus                   | 2 - 0 | Hellas Vérone | Stadio Comunale, Turin 20h30 Arbitre : Barboni |
| mercredi 1er septembre 1976 2e journée | Bettega 30e · Tardelli 76e |       |               | Stadio Comunale, Turin 20h30 Arbitre : Barboni |

| dimanche 5 septembre 1976 3e journée | Juventus                                                    | 4 - 0 | Sambenedettese | Stadio Comunale, Turin 20h30 Arbitre : Lazzaroni |
| dimanche 5 septembre 1976 3e journée | Boninsegna 42e (pen.) 52e · Causio 56e · Martelli 82e (csc) |       |                | Stadio Comunale, Turin 20h30 Arbitre : Lazzaroni |

| dimanche 19 septembre 1976 5e journée | Genoa | 0 - 0 | Juventus | Stade Luigi-Ferraris, Gênes 19h00 Arbitre : Menegali |
| dimanche 19 septembre 1976 5e journée |       |       |          | Stade Luigi-Ferraris, Gênes 19h00 Arbitre : Menegali |

|  |    | Classement groupe 2 | Pts | MJ | V | N | D | BP | BC | Dif |
|  | -- | ------------------- | --- | -- | - | - | - | -- | -- | --- |
|  | 1. | Juventus            | 6   | 4  | 2 | 2 | 0 | 7  | 1  | +6  |
|  | 2. | Genoa               | 6   | 4  | 2 | 2 | 0 | 6  | 2  | +4  |
|  | 3. | Hellas Vérone       | 4   | 4  | 2 | 0 | 2 | 3  | 6  | -3  |

- 2e tour

| dimanche 12 juin 1977 1re journée | Juventus | 0 - 1             | Inter | Stadio Comunale, Turin 20h30 Arbitre : Menicucci |
| dimanche 12 juin 1977 1re journée |          | 75e (csc) Gentile |       | Stadio Comunale, Turin 20h30 Arbitre : Menicucci |

| mercredi 15 juin 1977 2e journée | Juventus          | 1 - 1 | Lecce                 | Stadio Comunale, Turin 20h30 Arbitre : Pieri |
| mercredi 15 juin 1977 2e journée | Lorusso 46e (csc) |       | 39e (pen.) Montenegro | Stadio Comunale, Turin 20h30 Arbitre : Pieri |

| dimanche 19 juin 1977 4e journée | Inter     | 1 - 0 | Juventus | Stadio San Siro, Milan 20h30 Arbitre : Ciulli |
| dimanche 19 juin 1977 4e journée | Oriali 2e |       |          | Stadio San Siro, Milan 20h30 Arbitre : Ciulli |

| mercredi 22 juin 1977 3e journée | Lanerossi Vicence             | 2 - 4 | Juventus                                      | Stadio Romeo Menti, Vicence 19h30 Arbitre : D'Elia |
| mercredi 22 juin 1977 3e journée | Albanese 5e · Bastianello 82e |       | 10e Gori · 15e Francisca · 25e 29e Boninsegna | Stadio Romeo Menti, Vicence 19h30 Arbitre : D'Elia |

| dimanche 26 juin 1977 5e journée | Lecce       | 1 - 1 | Juventus   | Stadio Via del Mare, Lecce 18h00 Arbitre : Lapi |
| dimanche 26 juin 1977 5e journée | Cannito 50e |       | 59e Furino | Stadio Via del Mare, Lecce 18h00 Arbitre : Lapi |

| mercredi 29 juin 1977 6e journée | Juventus                        | 2 - 1 | Lanerossi Vicence | Stadio Comunale, Turin 20h30 Arbitre : Lanese |
| mercredi 29 juin 1977 6e journée | Della Monica 60e · Cascella 62e |       | 80e Albanese      | Stadio Comunale, Turin 20h30 Arbitre : Lanese |

|  |    | Classement groupe B | Pts | MJ | V | N | D | BP | BC | Dif |
|  | -- | ------------------- | --- | -- | - | - | - | -- | -- | --- |
|  | 1. | Inter               | 9   | 6  | 3 | 3 | 0 | 7  | 2  | +5  |
|  | 2. | Juventus            | 6   | 6  | 2 | 2 | 2 | 8  | 7  | +1  |
|  | 3. | Lanerossi Vicence   | 5   | 6  | 2 | 1 | 3 | 9  | 11 | -1  |

### Résultats en coupe UEFA
- 32e-de-finale

| mercredi 15 septembre 1976 Match aller | Manchester City | 1 - 0 | Juventus | Maine Road, Manchester 20h30 Arbitre : Hungerbühler |
| mercredi 15 septembre 1976 Match aller | Kidd 44e        |       |          | Maine Road, Manchester 20h30 Arbitre : Hungerbühler |

| mercredi 29 septembre 1976 Match retour | Juventus                    | 2 - 0 | Manchester City | Stadio Comunale, Turin 20h30 Arbitre : Rion |
| mercredi 29 septembre 1976 Match retour | Scirea 36e · Boninsegna 69e |       |                 | Stadio Comunale, Turin 20h30 Arbitre : Rion |

- 16e-de-finale

| mercredi 20 octobre 1976 Match aller | Manchester United | 1 - 0 | Juventus | Old Trafford, Manchester 19h30 Arbitre : Biwersi |
| mercredi 20 octobre 1976 Match aller | Hill 31e          |       |          | Old Trafford, Manchester 19h30 Arbitre : Biwersi |

| mercredi 3 novembre 1976 Match retour | Juventus                         | 3 - 0 | Manchester United | Stadio Comunale, Turin 20h30 Arbitre : Palotai |
| mercredi 3 novembre 1976 Match retour | Boninsegna 29e 63e · Benetti 84e |       |                   | Stadio Comunale, Turin 20h30 Arbitre : Palotai |

- 8e-de-finale

| mercredi 24 novembre 1976 Match aller | Juventus                                    | 3 - 0 | Chakhtar Donetsk | Stadio Comunale, Turin 20h30 60 000 spectateurs Arbitre : Maksimović |
| mercredi 24 novembre 1976 Match aller | Bettega 16e · Tardelli 65e · Boninsegna 84e |       |                  | Stadio Comunale, Turin 20h30 60 000 spectateurs Arbitre : Maksimović |

| mercredi 8 décembre 1976 Match retour | Chakhtar Donetsk | 1 - 0 | Juventus | RSK Olimpiski, Donetsk 19h00 38 000 spectateurs Arbitre : Ok |
| mercredi 8 décembre 1976 Match retour | Staroukhine 36e  |       |          | RSK Olimpiski, Donetsk 19h00 38 000 spectateurs Arbitre : Ok |

- Quarts-de-finale

| mercredi 2 mars 1977 Match aller | Magdebourg     | 1 - 3 | Juventus                                     | Ernst Grube Stadion, Magdebourg 17h30 Arbitre : Reynolds |
| mercredi 2 mars 1977 Match aller | Sparwasser 32e |       | 2e Cuccureddu · 57e Benetti · 63e Boninsegna | Ernst Grube Stadion, Magdebourg 17h30 Arbitre : Reynolds |

| mercredi 16 mars 1977 Match retour | Juventus       | 1 - 0 | Magdebourg | Stadio Comunale, Turin 20h30 Arbitre : Burns |
| mercredi 16 mars 1977 Match retour | Cuccureddu 15e |       |            | Stadio Comunale, Turin 20h30 Arbitre : Burns |

- Demi-finale

| mercredi 6 avril 1977 Match aller | Juventus                                      | 4 - 1 | AEK Athènes      | Stadio Comunale, Turin 20h30 Arbitre : Zharkov |
| mercredi 6 avril 1977 Match aller | Cuccureddu 17e · Bettega 59e 84e · Causio 66e |       | 30e Papadopoulos | Stadio Comunale, Turin 20h30 Arbitre : Zharkov |

| mercredi 20 avril 1977 Match retour | AEK Athènes | 0 - 1       | Juventus | Nikos Goumas Stádio, Athènes 21h00 Arbitre : Palotai |
| mercredi 20 avril 1977 Match retour |             | 85e Bettega |          | Nikos Goumas Stádio, Athènes 21h00 Arbitre : Palotai |

- Finale

| mercredi 4 mai 1977 Match aller | Juventus     | 1 - 0 | Athletic Bilbao | Stadio Comunale, Turin 20h30 75 000 spectateurs Arbitre : Corver |
| mercredi 4 mai 1977 Match aller | Tardelli 15e |       |                 | Stadio Comunale, Turin 20h30 75 000 spectateurs Arbitre : Corver |

| mercredi 18 mai 1977 Match retour | Athletic Bilbao        | 2 - 1 | Juventus   | Estadio de San Mamés, Bilbao 19h00 43 000 spectateurs Arbitre : Linemayr |
| mercredi 18 mai 1977 Match retour | Irureta 12e · Ruiz 79e |       | 7e Bettega | Estadio de San Mamés, Bilbao 19h00 43 000 spectateurs Arbitre : Linemayr |

| 1er titre La Juventus vainqueur de la Coupe UEFA de 1976-1977 |

### Matchs amicaux
| jeudi 19 août 1976 | Juniorcasale | 0 - 1          | Juventus |  |
| jeudi 19 août 1976 |              | Buteur inconnu |          |  |

| dimanche 22 août 1976 | Atalanta       | 1 - 3 | Juventus         |  |
| dimanche 22 août 1976 | Buteur inconnu |       | Buteurs inconnus |  |

| mercredi 25 août 1976 | Juventus       | 1 - 1 | Tchecoslovaquie |  |
| mercredi 25 août 1976 | Buteur inconnu |       | Buteur inconnu  |  |

| mercredi 8 septembre 1976 | Milan | 0 - 0 | Juventus |  |
| mercredi 8 septembre 1976 |       |       |          |  |

## Effectif du club
Effectif des joueurs de la Juventus Football Club lors de la saison 1976-1977.

## Buteurs
Voici ici les buteurs de la Juventus Football Club toutes compétitions confondues.
| 23 buts - Roberto Bettega 20 buts - Roberto Boninsegna 7 buts - Franco Causio - Marco Tardelli 6 buts - Romeo Benetti 4 buts - Antonello Cuccureddu | 2 buts - Giuseppe Furino - Sergio Gori - Gaetano Scirea 1 but - Antonio Cabrini - Lorenzo Cascella - Francesco Della Monica - Fabio Francisca - Claudio Gentile |